# Townscaper
Townscaper — это компьютерная игра в жанре градостроительного симулятора, выпущенная для Windows, MacOS, Nintendo Switch, Android и iOS. Игра имеет простой интерфейс и низкополигональную графику. Игрок размещает на карте ячейки, которые преобразуются в здания, дороги и другие типы построек.
Была разработана Оскаром Стольбергом, как итог его многолетней работы над игровыми картами, создаваемыми с помощью инструментов процедурной генерации.

## Геймплей

Внешний вид игры

Townscaper не имеет внутренней цели или сюжета, разработчик называет его «скорее игрушкой», чем полноценной игрой. Пользователи строят островные города, размещая и удаляя цветные блоки. Различные «правила» определяют внешний вид этих блоков, некоторые из которых выглядят как башни, а другие могут иметь балконы. Этот метод декорирования на основе правил позволяет создавать арки, сады и лестницы без конкретных указаний от пользователя. Технически Townscaper представляет собой строительство блоков со встроенной процедурной генерацией, которая определяет внешний облик созданного игроком кластера ячеек. Игрок может только настраивать цвет зданий. Сами ячейки размещаются на кривой сетке, состоящей из четырёхугольников неправильной формы, кривая сетка обеспечивает извилистые формы зданий и пути, а также углы со стыками. Всё это позволяет создать более естественную среду, типичную для старинных городов. В плане художественного стиля Townscaper отсылает к традиционной скандинавской архитектуре, городам вроде Копенгагена, Стокгольма и Орхуса.

## Разработка
Townscaper была создана шведским разработчиком Оскаром Стольбергом. Раннее Стольберг уже имел опыт разработки программ с процедурной генерацией и работал техническим художником в Ubisoft при создании Tom Clancy’s The Division. Тогда Стольберг разработал для игры голографическую карту. Он наблюдал за тем, как разработчики создавали сложную карту города и разработал несколько инструментов с процедурной генерацией, упрощающей создание карты. Тогда Стольбергу пришла идея создать собственную мини-игру. Стольберг разработал прототип BrickBlock, в котором можно было размещать блоки на прямоугольной сетке 5x5x7. Тогда он создал процедурную генерацию, предопределяющую облик постройки в зависимости от размещения блоков. В прототипе было только одно правило — ячейка должна была соединяться с другой ячейкой. Свою демоверсию он выпустил в интернете, доступную для онлайн-игры. Основная проблема игры была связана с её реиграбельностью. Уже тогда Стольберг хотел создать полноценную игру, которая обеспечивала бы большее разнообразие при построении зданий и городков.
Стольберг покинул Massive Entertainment в 2016 году, принял решение стать независимым разработчиков и устроился работать в UsTwo Games, выпустившей Monument Valley. Вместе с Ричардом Мередитом и Мартином Квале он разработал игру Bad North, в которой создал процедурно генерируемые локации с помощью блоков. Построение локаций требовало возможность беспрепятственного перемещения персонажей по ней, для этой цели Стольберг изучал алгоритм Wave Function Collapse, используемый для решения того, какие объекты можно размещать рядом друг с другом на основе предоставленных ему правил.
В работе над своим следующим проектом — Night Call — Стольберг впервые работал над картой с неровной сеткой на основе четырёхугольников неправильной формы, заметив, что она позволяла воссоздавать более естественную среду, свойственную для старых и извилистых городов. После этого Стольберг понял, что у него уже есть достаточно опыта и идей для создания полноценной игры — симулятора создания карты.
Стольберг называл Townscaper «кульминацией» своей работы над Brick Block, Bad North и затем Night Call. Ему потребовалось три месяца на объединение всех идей из трёх предыдущих проектов для создания рабочего прототипа. Несмотря на отсутствие прямого контроля, система получилась очень гибкой и способной обрабатывать множество различных сценариев, позволяя игрокам создавать здания и поселения с самым разнообразным обликом.

## Анонс и выход
Стольберг активно делился ходом разработки игры в социальной сети Twitter и за это время собрал 90 000 подписчиков. Для выпуска игры он связался с издательством Raw Fury. Столберг выступил на мероприятии «IndieCade Europe 2019» во время разработки игры, где продемонстрировал некоторые особенности игры, включая процедурную генерацию ландшафта и дизайна зданий. Игра была выпущена в июле 2020 года в Steam, в раннем доступе. Её ждал успех, отзывы в Steam, составленные 8000 пользователями были крайне положительными. К маю 2021 года в Steam было продано 380000 копий игры.
Уже после выхода игры Стольберг в сотрудничестве с Raw Fury выпустил версии игры на платформах Nintendo Switch и мобильных устройствах. В конце 2021 года Стольберг выпустил браузерную версию

## Оценки
| Сводный рейтинг    | Сводный рейтинг           |
| Агрегатор          | Оценка                    |
| ------------------ | ------------------------- |
| Metacritic         | ПК: 86/100 Switch: 63/100 |
| Иноязычные издания |                           |
| Издание            | Оценка                    |
| Nintendo Life      | [ 16 ]                    |
| PC Gamer (US)      | 80/100                    |

Согласно сайту-агрегатору Metacritic, игра получила «в основном положительные отзывы» на ПК и «смешанные отзывы» на Nintendo Switch. Натали Клейтон из PC Gamer в своём обзоре пишет: «Townscaper — это идеальная весёлая игра для убийства времени». Кристиан Донлан из Eurogamer отмечает: «настоящее испытание [в игре] — построить что-то некрасивое или неприятное».

### Влияние
Townscaper после выхода стала успешной и приобрела свою фанатскую аудиторию. Игроки делились созданными в игре работами в Steam или социальной сети Twitter. Редакция The Gamer поставила Townscaper на первое место среди лучших игр о строительстве городов.
Townscaper вдохновила некоторых инди-разработчиков на создание аналогичных игр, например, выпущенных в 2024 году Dystopika, Summerhouse и Tiny Glade. Последняя усовершенствовала формулу Townscaper и представила процедурную генерацию зданий вне ячеек. Также в разработке находятся Islands & Trains, где можно будет строить городки с железнодорожными линиями, Monterona о создании городков в итальянском стиле и Eaves — в традиционном китайском стиле.
Раурен Мортон с сайта PC Gamer заметила, что намечается зарождение отдельного игрового жанра, вдохновлённого Townscaper, а именно подвида уютной игры — антистрессовой строительной песочницы без целей, созданной, как правило, с участием процедурной генерации. У этого жанра нет устоявшегося названия, но, например, Оскар Стольберг, создатель Townscaper продвигает для жанра определение «townscaper-like».